# Kyffin Simpson
Kyffin Simpson (Bridgetown, 9 de outubro de 2004) é um automobilista barbadiano que compete pelas Ilhas Cayman. Atualmente disputa a IndyCar Series pela equipe Chip Ganassi Racing.

## Biografia
Kyffin é filho do empresário David Simpson, que é dono da Ridgeline Lubricants, patrocinadora da Chip Ganassi desde 2022, neto de Sir Kyffin Simpson, filantropo e fundador da empresa automotiva da família, e sobrinho de Ward Simpson, distribuidor de automóveis e executivo do canal religioso God TV.
O piloto nasceu em Barbados e se criou nas Ilhas Cayman, tendo uma amizade de longa data com o piloto barbadiano Zane Maloney.

## Carreira
Iniciou sua carreira no kart, competindo em vários campeonatos do Caribe e dos Estados Unidos até 2020, ano em que fez sua estreia nos campeonatos de Fórmula, disputando a Fórmula 4 Norte-Americana e a Fórmula Regional das Américas, sagrando-se campeão em 2021 com 7 vitórias. Ele também competiu na Indy Pro 2000 pela equipe Juncos Hollinger Racing, na qual obteve três pódios
Em 2022, Simpson assinou um contrato de vários anos como piloto de desenvolvimento da Chip Ganassi Racing e também faria sua estreia na Indy Lights (atual Indy NXT) pela TJ Speed Motorsports, onde fez 8 corridas. Entre as etapas de Iowa e Laguna Seca, representou a HMD Motorsports, onde permaneceu para a temporada 2023. Em seu segundo ano na categoria de acesso à Indy, Simpson fez uma pole position, dois pódios e foi o décimo colocado no campeonato.

### IndyCar
Simpson fez um teste pela Chip Ganassi, sendo o primeiro piloto de um país caribenho a pilotar um carro da categoria. Em setembro, foi anunciada a sua contratação como titular da Ganassi, substituindo Marcus Ericsson a partir de 2024. Ele pilotou o carro de número 4 e teve como companheiros de equipe o sueco Linus Lundqvist, que era estreante como ele, o neozelandês Marcus Armstrong, o hexacampeão australiano Scott Dixon e o espanhol Álex Palou, atual campeão que buscava seu terceiro título.
O melhor resultado de Simpson no ano foi conquistado na sua corrida de estreia, em St. Petersburg, na qual o caimanês ficou em décimo segundo lugar. Simpson terminou sua primeira temporada na IndyCar na 21ª posição, com 182 pontos, ficando atrás de seus companheiros de equipe, e perdendo o título de Rookie of the Year (Novato do ano) para Lundqvist por quase 100 pontos de diferença.
Com a adoção do sistema de charters para a temporada 2025, a Ganassi teve que reduzir a quantidade de carros para três. Mesmo assim, Simpson foi mantido na equipe, herdando o número 8 de Lundqvist, e correndo ao lado de Dixon e Palou.

### Endurance
Além de competir em monopostos, Simpson disputou provas da IMSA SportsCar Championship, Asian Le Mans Series e European Le Mans Series. Ele participou da edição de 2024 das 24 Horas de Le Mans na classe LMP2 pela equipe Nielsen Racing, correndo com Fabio Scherer e David Heinemeier Hansson. O trio fez 291 voltas e terminou em décimo primeiro.

## Resultados

### Resumo da carreira
| Temporada | Categoria                          | Equipe                      | Corridas | Vitórias | Poles | V.M.R. | Pódios | Pontos | Posição |
| --------- | ---------------------------------- | --------------------------- | -------- | -------- | ----- | ------ | ------ | ------ | ------- |
| 2020      | Fórmula 4 Norte-Americana          | Velocity Racing Development | 9        | 0        | 0     | 0      | 0      | 14     | 18º     |
| 2020      | Fórmula Regional das Américas      | HMD Motorsports             | 9        | 0        | 0     | 0      | 0      | 30     | 13º     |
| 2021      | Fórmula Regional das Américas      | TJ Speed Motorsports        | 18       | 7        | 2     | 9      | 13     | 314    | 1º      |
| 2021      | Indy Pro 2000                      | Juncos Hollinger Racing     | 16       | 0        | 0     | 1      | 3      | 231    | 8º      |
| 2022      | Indy Lights                        | TJ Speed Motorsports        | 8        | 0        | 0     | 0      | 0      | 312    | 9º      |
| 2022      | Indy Lights                        | HMD Motorsports             | 6        | 0        | 0     | 0      | 0      | 312    | 9º      |
| 2022      | IMSA SportsCar - GTD               | Gradient Racing             | 4        | 1        | 0     | 0      | 1      | 1003   | 26º     |
| 2023      | Indy NXT                           | HMD Motorsports             | 13       | 0        | 1     | 0      | 2      | 283    | 10º     |
| 2023      | IMSA SportsCar Championship - LMP2 | Tower Motorsports           | 4        | 1        | 0     | 0      | 1      | 899    | 13º     |
| 2023      | Asian Le Mans Series - LMP2        | Algarve Pro Racing          | 4        | 1        | 0     | 0      | 1      | 51     | 3º      |
| 2023      | European Le Mans Series - LMP2     | Algarve Pro Racing          | 6        | 2        | 2     | 2      | 5      | 113    | 1º      |
| 2024      | IndyCar Series                     | Chip Ganassi Racing         | 17       | 0        | 0     | 1      | 0      | 182    | 21º     |
| 2024      | IMSA SportsCar Championship - LMP2 | DragonSpeed                 | 1        | 0        | 0     | 0      | 0      | 262    | 48º     |
| 2024      | 24 Horas de Le Mans - LMP2         | Nielsen Racing              | 1        | 0        | 0     | 0      | 0      | N/A    | 11º     |
| 2025*     | IndyCar Series                     | Chip Ganassi Racing         | 0        | 0        | 0     | 1      | 0      | 0      | ?*      |

* Temporada ainda em andamento.